# Uechi-ryū

Uechi Ryu Karate

Der Begriff Uechi-ryū (japanisch 上地流, deutsch „Schule des Uechi“) bezeichnet eine Stilrichtung in der okinawanischen Kampfkunst Karatedō, die von Uechi Kanbun (1877–1948) und später in Zusammenarbeit mit seinem Sohn Uechi Kan’ei um das Jahr 1900 auf Okinawa, dem Ursprungsort des Karatedō, entwickelt wurde.

## Ursprung

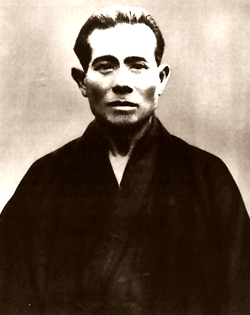
Meister Kanbun Uechi

### Das Studium in China
Der Ursprung dieses Stils liegt im Süden Chinas in der Provinz Fujian (Fukien), welche Uechi Kanbun aufsuchte, da er nicht in die japanische Armee (Okinawa war ab 1879 eine Präfektur Japans) eintreten wollte. Folglich machte sich Kanbun Uechi im Frühjahr 1897 heimlich auf den Weg nach China, wo er dann von 1897 bis 1910 den Quanfa-Stil Pangai-noon (halb hart, halb weich) von einem Meister namens Chou-tsu Ho (jap. Shushiwa) erlernte. Nach zehn Jahren harten Trainings gab ihm sein Meister die Erlaubnis, ein eigenes Dōjō (Trainingshalle) zu errichten, wovon ihn ein chinesischer Teehändler namens Gokenkein, der einen Quanfa-Stil mit Namen Kingai lernte, abriet, da es schon viele andere versucht hatten und scheiterten. Dies beeindruckte Uechi Kanbun jedoch nicht, und so errichtete er sein Dōjō. Dieses wurde zu einem der erfolgreichsten in der Gegend, und er genoss hohes Ansehen bei den Bürgern der Provinz, bis einer seiner Schüler in einen Streit verwickelt wurde, bei dem ihn sein Gegenüber angriff und er instinktiv einen seiner gelernten Schläge ausführte und ihn tötete. Für diesen Vorfall wurde nun Kanbun Uechi verantwortlich gemacht, und so verwandelte sich der Respekt der Einwohner in Hass. Nach diesem Vorfall schwor Uechi Kanbun, nie wieder Karate zu unterrichten, und kehrte nach Okinawa zurück.

### Zurück auf Okinawa
Nach zwei Jahren ruhigen Lebens bekam Uechi Kanbun Besuch von seinem ehemaligen Schüler, dem Teemeister Gokenkein, der ihn dazu drängte, wieder mit dem Unterrichten seines Stiles zu beginnen, was jedoch auf Ablehnung von Kanbun stieß. Nachdem der Teemeister jedoch in einen Kampf mit einem Karatemeister aus Naha geraten war und gewonnen hatte, wurde er von vielen jungen Leuten auf der Insel gebeten, ihnen sein Können beizubringen. Auf die Bitte antwortete Gokenkein, dass es einen größeren Meister dieses Stils gebe, nämlich Uechi Kanbun, der ihnen sein Karate beibringen könne. Folglich gingen die Leute zu diesem Meister, doch er antwortete auf die Fragen immer nur damit, dass es sich um eine Verwechslung handle und er nicht der besagte Mann sei. Als die Leute dann wenig später Kanbun mit Gokenkein konfrontierten, konnte dieser nicht mehr leugnen, dass er der große Meister sei, wollte jedoch seinen Schwur nicht brechen, und so lehnte er es ab, zu unterrichten.
Bei den alljährlichen Vorführungen aller Karateschulen Okinawas lud der Bürgermeister von Motobu auf Bitte der anderen Karatemeister auch Uechi Kabun ein, der einen Platz so weit vorne in der Tribüne bekam, dass er auf die Bitte des Bürgermeisters, eine Kata vorzuführen, nur mit ja antworten konnte, da er sonst sein Ansehen verloren hätte, und so führte er die Kata Seisan vor. Nach seiner großartigen Vorführung wurde die Veranstaltung beendet, da jeder wusste, dass er diese Leistung nicht übertreffen konnte. Nach diesem Tag bot Itosu Yasutsune Kanbun eine Stelle am Lehrer-College an, welche er annahm und seitdem wieder unterrichtete.

### Die Zeit in Japan
Mittlerweile lebte Uechi Kanbun in Japan in der Präfektur Wakayama, wo er eines Tages in Kontakt mit seinem Nachbarn Ryuyu Tomoyose, einem jungen Mann aus Okinawa, kam. Dieser vermutete, warum auch immer, dass Kanbun ein Meister des Karate war, und so kam er eines Abends mit einer ausgedachten Geschichte zu dem vermutlichen Meister, in der es darum ging, dass er in einen Kampf gerate und nicht wusste, was er tun sollte. Uechi Kanbun fing an, ihm zu erzählen, welche Techniken er anwenden müsse, und so bestätige sich Ryuyus Verdacht. Aus diesem Grund wiederholte er seinen Trick noch einige Male, und nachdem Ryuyu Kanbun sagte, dass er wisse, welche Techniken er beherrsche, bat er ihn, sein Karate öffentlich zu unterrichten, was Uechi Kanbun später nun auch tat.

## Besonderheiten des Stiles
Geprägt wird das Uechi-ryū, im Gegensatz zu anderen Stilen im Karatedō, durch einen engen Stand, genannt Sanchin dachi, kreisförmige Blocktechniken, Techniken mit den Fingerspitzen, Fingergliedern, geknickten Daumen, der Handfläche und durch sehr wirkungsvolle Angriffe mit den Zehenspitzen. Diese Techniken sind seit der Entwicklung des Stiles nahezu unverändert geblieben und für ihre Effizienz berühmt.
Eine andere Besonderheit sind Abhärtungsübungen (Kitae) im Uechi-ryū, die in anderen Stilen häufig nicht anzufinden sind. Diese spezielle Trainingsmethode ermögliche es dem Karateka im Laufe der Zeit, sehr harte Schläge einstecken zu können, ohne dabei Schaden zu nehmen.

## Kata im Uechi-ryū
Ursprünglich gab es im Uechi-ryū nur die drei Kata Sanchin, Seisan und Sanseiryu, welche Uechi Kanbun aus seinem Studium in China mitbrachte. Die anderen fünf Kata dieses Stiles, Kanshiwa, Kanshu, Seichin, Seiryu und Kanchin, wurden von Uechi Kan’ei und zwei anderen Meistern namens Uehara Saburo und Itokazu Seik entwickelt. Sie dienen als Übergang zwischen den oben genannten Hauptkata und werden als Brückenkata bezeichnet.
| Kata               | Typus                  | Beschreibung |
| ------------------ | ---------------------- | --- |
| Sanchin (三戰)     | Grundkata              | Wörtlich übersetzt bedeutet Sanchin ‚drei Konflikte‘, abgeleitet von dem Kanji für ‚drei‘ und 戦う (‚kämpfen‘). Eine Interpretation ist der Konflikt zwischen Geist, Körper und Seele, eine alternative Interpretation ist die Kombination der drei Fähigkeiten ‚Weichheit‘, ‚Timing‘ und ‚Kraft‘. |
| Kanshiwa (漢子知)  | Kampfkata, Brückenkata | Der Name entstand aus der Kombination des ersten Kanji des Namens Kanbun und der letzten zwei Kanji des Namens Shushiwas (chinesisch geschrieben). In dieser Kata wird überwiegend die Kraft der Tigertechniken gelehrt. Die Kata ist auch als Kanshabu bekannt. |
| Kanshu (完周)      | Kampfkata, Brückenkata | Der Name entstand aus der Kombination des ersten Kanji des Namens Kanbun und dem Kanji für Shushiwas Nachnamen (Shu). Diese Kata ist auch als Daini Sesan (第二十三) bekannt. Diese Kata unterrichtet das Konzept des präzisen Timings durch Kranichtechniken. |
| Seichin (十戦)     | Kampfkata, Brückenkata | Wörtlich übersetzt bedeutet Seichin ‚zehn Konflikte‘ oder eine Kombination der beiden Kata Seisan und Sanshin. Phonetisch interpretiert bedeutet der Name ‚Herausforderung des Geistes‘. Die Kata unterrichtet das Konzept der weichen, peitschenartigen Drachentechniken. |
| Seisan (十三)      | Kampfkata              | Wörtlich übersetzt bedeutet Seisan ‚13‘. Gewöhnlich wird dies als die ‚13 Arten von Angriff und Verteidigung‘ oder ‚13 Stellungen für Angriff und Verteidigung‘ interpretiert. Alternativ kann sie auch als ‚13. Kammer Kata‘ interpretiert werden und ist die Form, die in der 13. Kammer der Shaolin aus den Techniken der vorhergehenden Kammern gebildet wurde. In dieser Kata kann der Karateka seine erlernten Formen weiterentwickeln. |
| Seiryu (十六)      | Kampfkata, Brückenkata | Wörtlich übersetzt bedeutet Seiryu ‚16‘. Der phonetische Übersetzung kann die 10 Drachentechniken bedeuten, zumal 10 Drachentechniken in der Kata auftauchen. In dieser Kata wird durch die Drachentechniken und den Drehungen zwischen den Techniken das Gleichgewicht und die Stabilität trainiert. |
| Kanchin (完戦)     | Kampfkata, Brückenkata | Der Name entstand aus der Kombination des ersten Kanji des Namens Kanbun und ‚Kampf‘. Das erste Kanji von Kanbun, Kanei und Kanmei ist gleich. Da diese Kata von Kanei Uechi entwickelt wurde und seine bevorzugten Techniken enthält, wird die Kata mit dem Namen ‚Kaneis Herausforderung‘ oder ‚Kaneis Kampf‘ bedacht. Diese Form lehrt defensive Bewegungen. |
| Sanseiryu (三十六) | Kampfkata              | Wörtlich übersetzt bedeutet Sanseiru ‚36‘ oder ‚der Tiger kommt den Berg herunter‘. Gewöhnlich wird dies als die ‚36 Arten von Angriff und Verteidigung‘ oder ‚36 Stellungen für Angriff und Verteidigung‘ interpretiert. Sie kann auch als ‚36. Kammer Kata‘ interpretiert werden, da sie sich aus den Techniken der in den vorhergehenden 35 Kammern (oder 12 vorhergehende Kammern in drei Richtungen) gelernten Techniken zusammensetzt. Shushiwa war auch als ‚der 36. Kammer-Priester‘ bekannt, wie es im Uechi-Ryu Kyohon (1977) beschrieben ist. Diese letzte Kata kombiniert alle vorhergehenden Konzepte, um einem Angriff zuvorzukommen. |

### Sanchin

Kalligraphie von Sanchin

Die Kata Sanchin ist die Grundlage des Uechi-ryū. Uechi Kanbun meinte stets: „Alles ist Sanchin“ und „Sanchin allein verdient zehn Jahre Training“. In der Tat wurde Kanbun in den ersten drei Jahren seines Studiums in China nur diese Kata beigebracht, bevor er eine andere Kata lernte.
Sanchin dient dazu, dass sich der Schüler grundlegende geistliche und physische Prinzipien aneignet. Des Weiteren wird geprüft, ob und wie gut der Schüler Tritte und Schläge einstecken kann. Diese Fähigkeit wird dann später mit dem Kote Kitae (Abhärtungsübungen) erlernt bzw. verbessert.

### Kampfkata
Die sogenannten Kampfkata dienen dazu, dem Schüler Selbstverteidigungstechniken nahezulegen, und es wird damit begonnen, den Karateka auf den richtigen Kampf vorzubereiten.

## Uechi-ryū heute
Nach dem Tod Uechi Kanbuns zersplitterte das Uechi-ryū, und so entstanden Organisationen wie die Okinawan Karatedo Kyokai (Okikukai) oder die Uechi-Ryu Kenyukai. Eine weitere Organisation, genannt Soke, wurde von Uechi Kanbuns Enkel Uechi Kamei gegründet. Die meisten Praktizierenden dieses Stiles sind auf die Länder Japan, Australien, Neuseeland, Frankreich, Großbritannien, Mexiko, Slowenien, Kroatien, Serbien, Saudi-Arabien, Brasilien, Argentinien, Peru, Israel, Kanada, den USA und in Deutschland verteilt.

### In Deutschland
In Deutschland wird das Uechi-ryū nur in wenigen Städten wie Mönchengladbach (Wickrath), Erlangen, Würzburg, Berlin, München, Regensburg, Bad Kissingen, Neunburg vorm Wald oder auch in Gemeinden wie Miehlen und Bendorf unterrichtet.